# زوبژتسا گورنا
زوبژتسا گورنا (به لهستانی:  Zubrzyca Górna) یک منطقهٔ مسکونی در لهستان است که در گمینا یابوونکا واقع شده‌است.